# Web-to-Print
Web-to-Print bezeichnet Produktionsverfahren zur internetbasierten Übermittlung oder Erstellung von Drucksachen.
Die Druckprodukte, die mittels Web-to-Print erstellt, bearbeitet oder beauftragt werden, sind in der Regel standardisiert – u. a. in Bezug auf das Papierformat, die Anzahl der Farben, den Seitenumfang oder die Gestaltung. Neben der Standardisierung sind die Bedienung per Webbrowser durch die Benutzer und die Automatisierung von Arbeitsabläufen weitere wichtige Kennzeichen von Web-to-Print.
In den letzten Jahren haben sich weitere Begriffe herausgebildet, die synonym verwendet werden, darunter E-Business Print und Online-Print. „W2P“ ist eine gängige Abkürzung.

## Geschichte
Erste Web-to-Print-Anwendungen und Standardlösungen wurden im Zusammenhang mit der Verbreitung des Internet und Entwicklung des World Wide Web (WWW), Ende der 80er- und Anfang der 90er-Jahre entwickelt. So wurden Anwendungen programmiert, um Druckvorlagen (z. B. Visitenkarten) auf Webservern bereitzustellen und von Kunden mittels Webbrowsern mit ihren individuellen Daten (z. B. Adressen) befüllen zu lassen.

## Lizenznehmer von Web-to-Print-Systemen
Lizenznehmer von Web-to-Print-Systemen, auch Betreiber genannt, sind Druckunternehmen, Agenturen, Mediendienstleister oder Unternehmen aus Industrie, Handel, Gewerbe oder öffentliche Einrichtungen.
Druckunternehmen, Agenturen und Mediendienstleister können für ihre Geschäftskunden auch jeweils eigene geschlossene Webportale einrichten und somit mehrere Portale parallel innerhalb eines Web-to-Print-Systems betreiben. Diese Unternehmensbereiche werden auch als Mandanten bezeichnet; die eingesetzten Systeme müssen sich entsprechend durch Mandantenfähigkeit auszeichnen.

## Einsatzgebiete und Zielgruppen

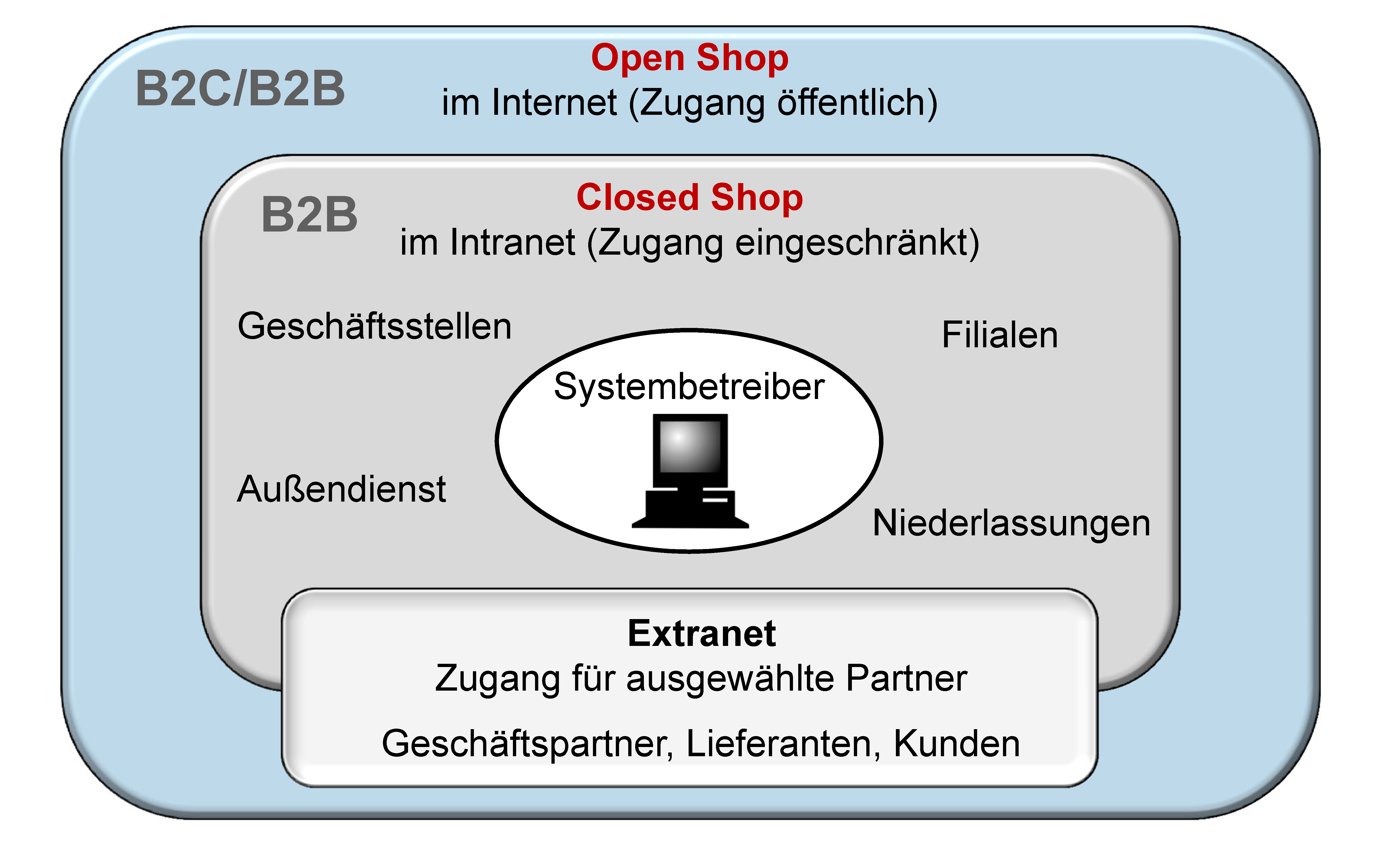
Die Haupteinsatzgebiete für Web-to-Print sind offene Webportale (Open Shops) und geschlossene Webportale (Closed Shops).

Der Einsatz von Web-to-Print-Lösungen lässt sich in die zwei Hauptbereiche geschlossene Webportale für Unternehmen (engl. Closed Shops) und offene Webportale (engl. Open Shops) einteilen.

### Geschlossene Webportale
Geschlossene Webportale (Closed Shops) werden für bestimmte Unternehmen mit einer geschlossenen Benutzergruppe eingerichtet. Diese Portale werden in Intranet-Umgebungen realisiert, die dadurch gekennzeichnet sind, dass sie nicht öffentlich zugänglich sind. Die Zielgruppen für diese Web-to-Print-Lösungen liegen im Geschäftsbereich (engl. B2B, Business-to-Business).

### Offene Webportale
Offene Webportale (Open Shops) sind über das Internet öffentlich zugänglich. Drucksachen können kalkuliert, bestellt, hochgeladen oder individualisiert werden. Das Angebot ist hierbei nicht auf Drucksachen in Papierform beschränkt – angeboten werden auch andere bedruckbare Waren. Die Zielgruppen für diese Web-to-Print-Angebote sind sowohl im Geschäftsbereich (engl. B2B, Business-to-Business) als auch im Endverbraucher bzw. Privatkunden-Bereich (engl. B2C, Business-to-Consumer) zu finden.

## Web-to-Print im Kontext der Medienproduktion
Die Positionierung von Web-to-Print im Kontext der Medienproduktion ist in der Abgrenzung zu individuell erstellten Drucksachen („klassische Medienproduktion“) zu sehen.
Für Web-to-Print geeignete Produkte sind standardisierbar, die Abläufe automatisierbar und werden wiederkehrend verwendet bzw. bestellt.
Individuell erstellte Drucksachen hingegen werden im Zeitablauf einmalig oder selten produziert oder zeichnen sich durch einzigartige Kreationen und besondere Ausstattungen aus. Die Produktionsabläufe können z. B. aufgrund einer hohen Anzahl Beteiligter oder komplexer Abläufe nicht oder nur mit hohem Aufwand standardisierbar sein.

## Produkttypen in Web-to-Print-Portalen
- Zeitschriften, Zeitungen
- Bücher (speziell: Fotobücher)
- Kataloge, Preislisten
- Technische Dokumentationen
- Werbemittel (z. B. Anzeigen, Flyer, Plakate, speziell: Großformatdrucksachen)
- Geschäftsdrucke (z. B. Visitenkarten, Briefbogen)
- Verpackungen
- Etiketten
- Werbe-, Streuartikel (z. B. Textilien, Kugelschreiber)
- Industrieprodukte (z. B. Haushaltswaren, Möbel, Inneneinrichtung)

## Produktionswege

Die Web-to-Print Produktionswege können einzeln oder kombiniert mit einem Web-to-Print-System realisiert werden.

### Übermitteln fertiger Druckdateien
Druckdokumente werden mittels Grafik- oder Gestaltungsprogrammen (z. B. Adobe InDesign, QuarkXPress, Adobe Illustrator) erstellt und in Form von PDF-Dateien gespeichert. Diese PDF-Dateien müssen Einstellungen beinhalten, die den qualitativen Anforderungen des späteren Druckprozesses entsprechen (z. B. ausreichend hohe Bildauflösung, Schriftgröße). Die PDF-Datei wird in einem Web-to-Print-Portal auf den Webserver hochgeladen und von dort in weiteren Produktionsschritten bis zum Druckprozess verarbeitet.

### Individualisieren von Druckvorlagen
Vorlagen (engl. Templates) sind Dateien, die auf dem zentralen Webserver eines Web-to-Print-Systems gespeichert werden. Die Vorlagen enthalten unveränderbare (statische) und veränderbare (individualisierbare) Elemente und müssen vorher in einem separaten Arbeitsschritt systemkonform vorbereitet werden. Die Benutzer eines Web-to-Print-Systems rufen die Vorlagen in der Webanwendung auf, um diese zu individualisieren oder personalisieren (für Seriendokumente). Die Ergebnisse lassen sich während der Bearbeitung und vor der finalen Bestellung in einer Vorschauansicht, die auf dem Webserver erzeugt wird, vom Benutzer kontrollieren. Die endgültige Dokumentversion wird abschließend auf dem Webserver in eine PDF-Druckdatei umgewandelt und bis zum Druckprozess in weiteren Produktionsschritten verarbeitet.

### Abrufen von Drucksachen
Beim Abrufen von Drucksachen über ein Webportal wird zum einen das „Drucken auf Abruf“ (engl. Print-On-Demand, POD) unterschieden, bei dem Drucksachen erst auf Anforderung (Bestellung) hin gedruckt werden. Zum anderen können in einem Webportal Drucksachen bestellt werden, die bereits vorproduziert sind und von einem Lagerbestand abgerufen werden.

### Kooperatives Erstellen von Druckdokumenten
Druckdokumente werden kooperativ erstellt, wenn sie zentral auf einem Webserver bereitgestellt und mittels der Funktionalität eines Web-to-Print-Systems von mehreren Benutzern kooperativ erstellt, bearbeitet oder zum Zwecke der Korrektur kommentiert werden.

### Automatisches Erstellen von Druckdokumenten
Für die automatisierte Erstellung eines Druckdokumentes (z. B. Produktkatalog) wird zunächst eine Druckvorlage mit Layoutobjekten (Text, Bild) angelegt. In einem nächsten Schritt werden die einzelnen Layoutobjekte (z. B. Produkt-Überschrift) der Druckvorlage mit den Strukturelementen einer Datenquelle (z. B. Produktinformations-Datenbank) verknüpft. Dabei wird jedem Layoutobjekt der Vorlage (z. B. Produkt-Überschrift) ein Daten-Strukturelement (z. B. Produktbezeichnung) zugeordnet. Abschließend wird das Druckdokument erstellt, indem die Druckvorlage automatisch mit den Inhalten der Datenquelle zusammengeführt wird. Ein gängiger, synonym verwendeter englischer Begriff für diesen Produktionsweg ist „Database Publishing“.

## Beispiele
- Offene Drucksachenshops für Standarddrucksachen, wie z. B. Visitenkarten oder Flyer, mit Kalkulation, Bestellung und dem Hochladen von fertigen Druckdateien.
- Werbemittelportale von Industrieunternehmen, deren Filialen oder Niederlassungen per Log-in auf zentrale Corporate-Design-konforme Werbemittelvorlagen (z. B. Anzeigen oder Plakate) zugreifen, individualisieren und bestellen können.
- Erstellen von redaktionellen Erzeugnissen, wie Zeitungen oder Zeitschriften, bei denen mehrere Text- und Bild-Redakteure und Layouter gemeinsam an einem Dokument arbeiten.
- Übersetzen einer Produktbroschüre in mehreren Sprachen, wobei die Sprachdokumente zentral bereitgestellt und von den Übersetzern in den jeweiligen Ländern übersetzt werden. Die Übersetzer haben eine direkte Layoutkontrolle in einer aktualisierbaren Voransicht.
- Erstellen eines umfangreichen Produktkataloges mit mehreren Hundert Seiten auf Basis von Produktdaten, die mittels Produktinformationsmanagement verwaltet werden.

## Funktionen eines Web-to-Print-Systems
Die folgenden Funktionen können innerhalb eines Web-to-Print-Systems integriert, als Modul oder Fremdsystem verfügbar sein:
- Planung, Steuerung und Kontrolle von Aufträgen, Projekten und Budgets
- Bild- oder Medien-Datenbank
- Produktinformations-Datenbank
- Web-Content-Management-System
- Kundendatenbank (engl. CRM, Customer Relationship Management)
- Vorlagen-Individualisierung
- Personalisierung von Seriendokumenten (z. B. Mailings)
- Druckdatei-Upload, ggf. mit Datenprüfung
- Automatisierte Dokumenterstellung (engl. Database Publishing)
- Übersetzungsmanagement
- Kommentar- und Notizfunktionen (für kooperative Korrekturabläufe)
- E-Shop als Bestellplattform mit Druckkalkulation, Zahlungs- und Versandarten, Erstellung von Geschäftsdokumenten
- Zusammenstellung von Druckdokumenten als Sammelform für den Druck
- Mediabuchung für Werbemittel (Anzeigen, Plakate, Online-Banner)
- Auswertungen, Statistiken und Berichtswesen zu Benutzern und Aktivitäten

## Vor- und Nachteile

### Vorteile
- Die Bedienung erfolgt mittels Webbrowser, dadurch entfallen Kosten durch Softwareinstallationen.
- Corporate-Design-Elemente sind in den Vorlagen unveränderbar, dadurch wird die Markenbildung von Unternehmen unterstützt.
- Reduzierung von Kosten durch die wiederholte Verwendung von Vorlagen und Einsparung von Agentur-, Druckvorstufenkosten und Kreativleistungen.
- Zeitersparnisse ergeben sich durch automatisierte Abläufe bei der PDF-Dateierstellung, dem Bereitstellen von Dokumenten und dem Versand von E-Mail-Benachrichtigungen.
- Schnellere Produktion und Bereitstellung von Marketingmaterialien mit aktuellen Informationen und dadurch Steigerung der Wettbewerbsfähigkeit.
- Versionssicherheit und Einsparen von Suchzeiten durch zentralen Zugriff auf Daten und Dokumente.
- 24-Stunden-Zugriff auf den Service des Web-to-Print-Portals und dadurch Unabhängigkeit von Zeitzonen und Personen.
- Reduzierung von Lagerhaltungskosten durch Produktion auf Abruf (engl. On-Demand-Produktion).
- Erschließung neuer Kundenkreise für Druck- und Mediendienstleister durch innovative Web-to-Print-Angebote.
- Günstige Rahmenverträge für Kunden von Druckereien durch Web-to-Print-Portale und Kundenbindungseffekte für Druckunternehmen.

### Nachteile
- Investitions- und Personalaufwand für die Einrichtung und den Betrieb eines Web-to-Print-Systems.
- Investitionsrisiko bei Insolvenz des Systemanbieters.
- Abhängigkeit von der technologischen Infrastruktur des Systemanbieters bei externen Hostinglösungen.
- Zu geringe Benutzerakzeptanz und Auslastung des Web-to-Print-Portals, z. B. wegen zu umständlicher Bedienung oder unattraktivem Produktangebot.
- Der Aufwand zur Standardisierung der im Web-to-Print-Portal angebotenen Produkte wird unterschätzt bzw. es kann im Unternehmen kein allgemein akzeptierter Konsens hergestellt werden.